# Rakauer Katechismus

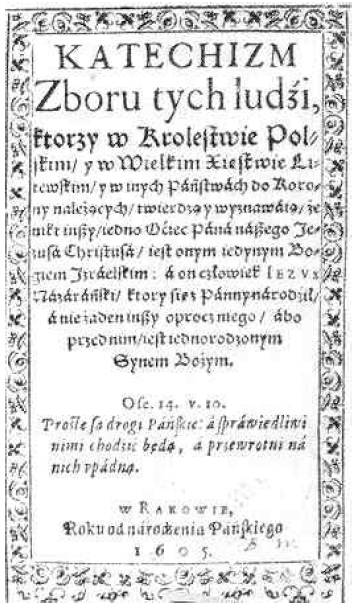
Titelblatt des Rakauer Katechismus

Der Rakauer Katechismus (auch Rakówer Katechismus) ist die Zusammenfassung der von Lelius und Faustus Sozzini initiierten radikal-reformatorischen Theologie des Sozinianismus, der zum ersten Mal 1605 in polnischer Sprache in Rakau (Raków) erschien. Er ist bis heute eine bedeutende Bekenntnisschrift des polnischen Unitarismus bzw. der Polnischen Brüder. Sein Entstehungsort Rakau war in der frühen Neuzeit eines der Zentren des polnischen Unitarismus; hier befand sich bis zur Vertreibung durch die Gegenreformation auch die Rakauer Schule (auch Rakauer Akademie).

## Geschichte
Bereits 1574 verfasste der Krakauer Prediger Georg Schomann einen unitarischen Katechismus, der die theologischen Standpunkte der polnischen Unitarier wiedergab. In den folgenden Jahrzehnten verstärkte sich der Wunsch nach einer Bekenntnisschrift in einer theologisch geschlosseneren Form. Deshalb wurde Fausto Sozzini mit der Ausarbeitung eines neuen unitarischen Katechismus betraut. Die Arbeit am Katechismus führte er in Folge zusammen mit Peter Statorius d. J. aus. Er konnte seine Arbeit vor seinem Tod 1604 jedoch nicht mehr beenden; darum führten Valentin Schmalz, Johann Völkel und Hieronymus Moskorzowski seine Arbeit gemeinsam weiter. Der Katechismus wurde schließlich 1605 erstmals in polnischer Sprache herausgegeben. 1608 übersetzte Schmalz ihn ins Deutsche, und ein Jahr später erschien eine lateinische Ausgabe. 1652 folgten eine englische und eine niederländische Übersetzung. Nachfolgend wurden immer wieder neue Ausgaben des Katechismus herausgegeben. Die Bekenntnisschrift wurde so auch im westeuropäischen Raum bekannt und stieß zum einen auf schroffe Ablehnung der lutherischen und reformierten Orthodoxie, zum anderen aber auch auf positive Aufnahme in aufgeklärten Kreisen, insbesondere in den Niederlanden und England.

## Inhalt
Der Rakauer Katechismus hatte den Anspruch, seine theologischen Positionen allein aus der Bibel heraus zu begründen; zugleich wurde jedoch betont, diese allein durch das Medium der Vernunft erkennen zu können. Kennzeichnend waren ein antispekulatives und biblizistisch-positivistisches Denken und eine hermeneutische Herangehensweise an die Schrift. Im Katechismus wird unter anderem für Jesus als Mensch und Gottes Sohn, gegen die Präexistenz Christi, für den freien Willen und gegen die Erbsünde argumentiert. Auch kritisiert der Katechismus die Taufe von Kindern als unbiblisch, ohne jedoch die Kindertaufe direkt abzulehnen; denn „das Reich Gottes besteht nicht in der Taufe, sondern in Gerechtigkeit, Friede und Freude im Heiligen Geiste“. Gott selbst wird als ewig anerkannt. Hinsichtlich des Abendmahls entwirft der Katechismus ein unitarisches Abendmahlsverständnis, das die Verwandlung (Transsubstantiation) von Brot und Wein in Leib und Blut Christi, wie sie in der Katholischen Kirche gelehrt wird, ablehnt und Brot und Wein stattdessen als Abbildungen versteht; die Abendmahlsfeier selbst wird als Gemeinschaft mit Christus verstanden. Der Katechismus enthält im Sinne des christlichen Pazifismus zudem die Ächtung jeglicher Form von Kriegen, auch der sogenannten „heiligen Kriege“.

## Reaktionen auf das Erscheinen des Rakauer Katechismus
Die im Rakauer Katechismus vertretenen Glaubenslehren wurden von der katholischen, der lutherischen, der reformierten und der anglikanischen Kirche in schärfster Form abgelehnt. So wurde zwar die lateinische Übersetzung des Rakauer Katechismus von 1609 König Jakob I. von Großbritannien in einer besonderen Zuschrift von Moskorzowski zugeeignet, auf Beschluss des englischen Parlaments aber 1614 (oder 1613) öffentlich verbrannt. Diese Situation wiederholte sich in 1652
Katechismus nahm großer Einfluss auf Europa und auf der Verfassung der Vereinigten Staaten.
Da der polnische Ort Raków eine Gründung aus sozinianischem Geist der religiösen Toleranz und somit dessen Bevölkerung sozinianisch eingestellt war, wurden die ca. 15.000 Einwohner Rakóws im Zuge der Gegenreformation vertrieben oder ihre Häuser zerstört und ihr Hab und Gut entwendet oder vernichtet.
Die Glaubensaussagen des Rakauer Katechismus finden sich heute noch bei christlichen Unitariern und zum Teil bei von ihnen beeinflussten Gruppen wie den Christadelphians und der Church of God General Conference.

## Edition
- Martin Schmeisser (Hrsg.): Sozinianische Bekenntnisschriften – Der Rakower Katechismus des Valentin Schmalz (1608) und der sogenannte Soner-Katechismus. Akademie-Verlag, Berlin 2012, ISBN 978-3-05-005200-7.